# Malý Kosíř
Malý Kosíř este o arie protejată (arie specială de conservare — SAC, sit de importanță comunitară — SCI) din Republica Cehă întinsă pe o suprafață de 13,38 ha, integral pe uscat.

## Localizare
Centrul sitului Malý Kosíř este situat la coordonatele 49°33′20″N 17°05′33″E / 49.555556°N 17.0925°E.

## Înființare
Situl Malý Kosíř a fost declarat sit de importanță comunitară în aprilie 2005 pentru a proteja 1 specie de animale. Situl a fost protejat și ca arie specială de conservare în decembrie 2013.

## Biodiversitate
Situată în ecoregiunea continentală, aria protejată conține 2 habitate naturale: Pajiști uscate europene, Pajiști uscate seminaturale și facies de acoperire cu tufișuri pe substraturi calcaroase (Festuco-Brometalia) (* situri importante pentru orhidee).
La baza desemnării sitului se află o specie protejată de  nevertebrate: Euplagia quadripunctaria.